# Andriy Lunin
Andriï Oleksiïovytch Lounine (en ukrainien : Андрій Олексійович Лунін, Andriy Oleksiyovych Lunin), dit Andriy Lunin, né le 11 février 1999 à Krasnohrad (Ukraine), est un footballeur international ukrainien, qui évolue au poste de gardien de but au sein du Real Madrid. En 2019, il est classé 5e meilleur espoir au trophée Kopa.

## Biographie

### Carrière en club

#### FK Dnipro (2016-2017)
Il joue son premier match avec le FK Dnipro, donc aussi son premier match professionnel, le 16 octobre 2016, contre le Karpaty Lviv, en Premier-Liha 2016-2017 (match nul 1-1 à l'Arena Lviv).

#### Zorya Luhansk (2017-2018)
Le 6 juillet 2017, Andriy signe au Zorya Louhansk.
Ses bonnes performances durant la saison 2017-2018 lui valent de nombreuses sollicitations de clubs européens.

#### Real Madrid (depuis 2018)
Le 22 juin 2018, il s'engage avec le Real Madrid pour six ans, soit jusqu’en juin 2024. Le Zorya Louhansk recevra 8,5M € plus 4M € dans la transaction.

##### Prêt à Leganés
Le 28 août 2018, il est prêté un an sans option d'achat au CD Leganés. Le 10 novembre 2018, il joue son premier match avec le club espagnol en entrant en jeu à quatre minutes de la fin du match face à Gironne. Il remplace alors Iván Cuéllar, blessé. Au total, il joue sept matches dont cinq de championnat et deux de Coupe d'Espagne.

##### Prêt à Valladolid
En août 2019, Lunin est prêté pour la saison en cours au Real Valladolid.

##### Saison 2023-2024
Possible partant du Real Madrid à l'été 2023, la blessure de longue durée du titulaire Thibaut Courtois incite le club à conserver Lunin dans son effectif, tout en recrutant Kepa Arrizabalaga. Une blessure aux adducteurs de l'Espagnol à l'automne permet à Lunin d'être titulaire. Au retour de blessure de Kepa, celui-ci rejoue mais perd sa place de titulaire au profit de Lunin qui se révèle déterminant lors du huitième de finale aller de Ligue des champions sur le terrain du RB Leipzig, pour une victoire madrilène 1-0.
Lors du quart de finale retour disputé face au Manchester City Football Club, il réalise une bonne performance, réussissant à arrêter deux des cinq tirs au but, ce qui permet au Real Madrid de se qualifier pour les demi-finales. Il réalise également neuf parades au cours du match. Le 1er juin, il remporte la Ligue des Champions face à Dortmund , après 2022 face à Liverpool.

##### Saison 2024-2025
Redevenu remplaçant de Thibaut Courtois, Lunin signe en septembre 2024 une extension de contrat avec le Real Madrid jusqu'en juin 2030.
Le 9 novembre 2024, dans un match face à Osasuna, il devient le premier gardien du club au XXIe siècle à délivrer une passe décisive.

### Carrière en sélection

#### Moins de 17 ans
Avec les moins de 17 ans, il participe au championnat d'Europe des moins de 17 ans en 2016. Lors de cette compétition, il officie comme gardien titulaire et joue trois matchs, contre l'Allemagne, l'Autriche, et la Bosnie-Herzégovine. Il encaisse un total de six buts.

#### Équipe A
Il joue son premier match avec l'équipe d'Ukraine le 23 mars 2018 contre l'Arabie saoudite en match amical. Il dispute l'intégralité du match (match nul 1-1 au Stade olympique de Kiev).
En mai 2024, il fait partie de la liste des 26 joueurs convoqués par Serhiy Rebrov en vue de l'Euro 2024.

## Statistiques

### En club
| Saison                | Club                   | Championnat           | Championnat | Championnat | Coupe(s) nationale(s) | Coupe(s) nationale(s) | Supercoupe | Supercoupe | Compétition(s) continentale(s) | Compétition(s) continentale(s) | Compétition(s) continentale(s) | Autres compétitions | Autres compétitions | Autres compétitions | Total | Total |
| Saison                | Club                   | Division              | M.          | B.          | M.                    | B.                    | M.         | B.         | Comp.                          | M.                             | B.                             | Comp.               | M.                  | B.                  | M.    | B.    |
| 2016-2017             | FK Dnipro              | Premier-Liha          | 22          | 0           | 3                     | 0                     | -          | -          | -                              | -                              | -                              | -                   | -                   | -                   | 25    | 0     |
| 2017-2018             | Zorya Louhansk         | Premier-Liha          | 29          | 0           | 1                     | 0                     | -          | -          | C3                             | 6                              | 0                              | -                   | -                   | -                   | 36    | 0     |
| 2018-2019             | CD Leganés (prêt)      | Liga                  | 5           | 0           | 2                     | 0                     | -          | -          | -                              | -                              | -                              | -                   | -                   | -                   | 7     | 0     |
| 2019-2020             | Real Valladolid (prêt) | Liga                  | 0           | 0           | 2                     | 0                     | -          | -          | -                              | -                              | -                              | -                   | -                   | -                   | 2     | 0     |
| 2019-2020             | Real Oviedo (prêt)     | Liga 2                | 20          | 0           | 0                     | 0                     | -          | -          | -                              | -                              | -                              | -                   | -                   | -                   | 20    | 0     |
| 2020-2021             | Real Madrid            | Liga                  | 0           | 0           | 1                     | 0                     | 0          | 0          | C1                             | 0                              | 0                              | -                   | -                   | -                   | 1     | 0     |
| 2021-2022             | Real Madrid            | Liga                  | 2           | 0           | 2                     | 0                     | 0          | 0          | C1                             | 0                              | 0                              | -                   | -                   | -                   | 4     | 0     |
| 2022-2023             | Real Madrid            | Liga                  | 7           | 0           | 1                     | 0                     | 0          | 0          | C1                             | 2                              | 0                              | CMC                 | 2                   | 0                   | 12    | 0     |
| 2023-2024             | Real Madrid            | Liga                  | 21          | 0           | 1                     | 0                     | 1          | 0          | C1                             | 8                              | 0                              | -                   | -                   | -                   | 31    | 0     |
| 2024-2025             | Real Madrid            | Liga                  | 7           | 0           | 5                     | 0                     | 0          | 0          | C1                             | 2                              | 0                              | CMC                 | -                   | -                   | 14    | 0     |
| Sous-total            | Sous-total             | Sous-total            | 37          | 0           | 10                    | 0                     | 1          | 0          | -                              | 12                             | 0                              | -                   | 2                   | 0                   | 62    | 0     |
| Total sur la carrière | Total sur la carrière  | Total sur la carrière | 113         | 0           | 18                    | 0                     | 1          | 0          | -                              | 18                             | 0                              | -                   | 2                   | 0                   | 152   | 0     |

### En équipe nationale
| Saison                | Sélection             | Phases finales        | Phases finales | Phases finales | Éliminatoires CDM | Éliminatoires CDM | Éliminatoires EURO | Éliminatoires EURO | Ligue Nations UEFA | Ligue Nations UEFA | Matchs amicaux | Matchs amicaux | Total | Total |
| Saison                | Sélection             | Compétition           | M              | B              | M                 | B                 | M                  | B                  | M                  | B                  | M              | B              | M     | B     |
| --------------------- | --------------------- | --------------------- | -------------- | -------------- | ----------------- | ----------------- | ------------------ | ------------------ | ------------------ | ------------------ | -------------- | -------------- | ----- | ----- |
| 2017-2018             | Ukraine               | -                     | -              | -              | 0                 | 0                 | -                  | -                  | -                  | -                  | 2              | 0              | 2     | 0     |
| 2018-2019             | Ukraine               | -                     | -              | -              | -                 | -                 | 0                  | 0                  | 0                  | 0                  | 1              | 0              | 1     | 0     |
| 2019-2020             | Ukraine               | -                     | -              | -              | -                 | -                 | 0                  | 0                  | -                  | -                  | 2              | 0              | 2     | 0     |
| 2020-2021             | Ukraine               | Euro 2020             | -              | -              | -                 | -                 | -                  | -                  | 0                  | 0                  | 1              | 0              | 1     | 0     |
| 2021-2022             | Ukraine               | -                     | -              | -              | -                 | -                 | -                  | -                  | 1                  | 0                  | -              | -              | 1     | 0     |
| 2022-2023             | Ukraine               | -                     | -              | -              | -                 | -                 | -                  | -                  | 2                  | 0                  | -              | -              | 2     | 0     |
| 2023-2024             | Ukraine               | Euro 2024             | 1              | 0              | -                 | -                 | 2                  | 0                  | -                  | -                  | 1              | 0              | 4     | 0     |
| 2024-2025             | Ukraine               | -                     | -              | -              | -                 | -                 | -                  | -                  | 2                  | 0                  | 1              | 0              | 3     | 0     |
| Total sur la carrière | Total sur la carrière | Total sur la carrière | 1              | 0              | 0                 | 0                 | 2                  | 0                  | 5                  | 0                  | 8              | 0              | 16    | 0     |

### Matchs internationaux
Le tableau suivant liste les rencontres de l'équipe d'Ukraine dans lesquelles Andriy Lunin a été sélectionné depuis le 23 mars 2018 jusqu'à présent.

## Palmarès

### En club
Real Madrid (11 titres)
- Ligue des champions de l'UEFA (2)
  - Vainqueur : 2022 et 2024
- Championnat d'Espagne (2)
  - Champion : 2022 et  2024
- Supercoupe d'Espagne (2)
  - Vainqueur : 2022 et 2024
- Supercoupe de l'UEFA (2)
  - Vainqueur : 2022 et 2024
- Coupe du monde des clubs de la FIFA (1)
  - Vainqueur en 2022
- Coupe d'Espagne (1)
  - Vainqueur : 2023
- Coupe intercontinentale de la FIFA (1)
  - Vainqueur : 2024

### En sélection
Ukraine -20 ans (1 titre)
- Vainqueur de la Coupe du monde des moins de 20 ans en 2019. (1)